# Curator
Curator (fr. curateur, lat. curator) este acea persoană care exercită drepturile, și execută obligațiile, decurgând din curatelă.  
În art. 113 din Codul familiei, din România, se prevede modul în care se poate numi un curator pe seama minorului lipsit de un reprezentant legal pe perioada până când se instituie tutela.
Art. 132 din Codul familiei stipulează că ori de câte ori se ivesc între tutore (reprezentantul legal) și minor interese contrarii, care nu sunt dintre cele care trebuie să ducă la înlocuirea tutorelui, autoritatea tutelară va numi un curator. 
Un alt înțeles al termenului este acela de administrator al unei case memoriale, al unui muzeu etc. sau de prezentator al unei galerii de artă, expoziții.
Curator universitar
Cea mai înaltă poziție administrativă a Universității Imperiale din Moscova din secolul al XVIII-lea. Potrivit proiectului de înființare a Universității din Moscova (1755) în calitate de curator, urmând exemplul universităților europene, era numită "una sau două dintre cele mai distinse persoane care ar avea întregul corp la discreția lor și ar fi raportat nevoile lor". Primul curator a fost fondatorul Universității din Moscova Ivan Ivanovici Șuvalov.